# Шехзаде Ахмед
Шехзаде Ахмед (син Сулеймана І) (тур. Şehzade Ahmed; 1518 — 1521, Маніса, Османська імперія) —  другий син Махідевран Султан і Султана Сулеймана І.  
По деяким даним помер в 1521 році від віспи. По іншим даним він був намісником Трабзону і був страченим Сулейманом через те, що намагався помститися за брата Мустафу.

## Біографія[1]
З роками шехзаде Мустафа пройшов Ритуал оперізування мечем і мав в'їхати до санджака в Манісу. Адже саме його вважали за головного спадкоємця падишаха згідно з правилами, разом з ним із палацу мала виїхати і його мати. Але було одне але – взяти з собою Ахмеда вона не могла, а ось Разіє, навпаки, поїхала разом із ними. На той час відносини між Махідевран і Роксоланою були напружені, і султанша розуміла, що, залишаючи сина в Топкапи, вона дуже ризикує. Але змінити жінка нічого не могла. Махідевран обрала Мустафу і поїхала з ним до Маніси. Спочатку Ахмед часто надсилав листи матері та братові, але з кожним місяцем спілкування між ними сходило нанівець. Через рік після їхнього відбуття, Ахмед зовсім пропав. На той час увесь гарем і палац уже був у руках Хюррем. І Махідевран розуміла, що суперниця причетна до зникнення сина, але доказів не було. Сулейман, здавалося б, і не збирався шукати свого шехзаде, а мати Ахмеда була безсила. Куди зник цей юнак і що з ним, досі невідомо. Лише рідкісні шматки в гаремних літописах підтверджують його існування. Але як склалася його доля, і хто став винуватцем його короткого життя, ніхто не знає. Махідевран обрала Мустафу і зробила свою ставку на нього, але в результаті все одно програла - навіть цього сина вона не зуміла врятувати від неминучої загибелі.
 Османська імперія
1. ↑  Ахмед – брошенный сын Махидевран и Сулеймана. Судьба самого несчастного шехзаде. www.kp.ru (рос.). Архів оригіналу за 19 грудня 2021. Процитовано 19 грудня 2021.